# Groene honingeter
De groene honingeter (Gymnomyza viridis) is een zangvogel uit de familie Meliphagidae (honingeters).

## Verspreiding en leefgebied
Deze soort is endemisch in Fiji op de eilanden Taveuni en Vanua Levu.